# Supercopa d'Europa de futbol 1990
La Supercopa d'Europa de 1990 es va disputar entre els campions de la Copa d'Europa 1989–90, l'AC Milan, i els guanyadors de la Recopa d'Europa 1989-90, la Sampdoria, amb un resultat de 3-1 a favor del Milà, en el resultat agregat.
El AC Milan va escollir jugar el partit que corresponia jugar-se al seu estadi a fora a causa de la condició pobra de la gespa de l'Estadi San Siro, el qual va ser l'amfitrió de diversos partits a la recent Copa del Món de Futbol de 1990.

## Detalls de partit

### Anada
| UC Sampdoria       | 1–1     | AC Milan  |
| ------------------ | ------- | --------- |
| Mikhaïlitxenko 31' | Informe | Evani 39' |

|                                                      |    |                        |  |
|                                                      |    |                        |  |
| GK                                                   | 1  | Gianluca Pagliuca      |  |
| RB                                                   | 2  | Moreno Mannini         |  |
| LB                                                   | 3  | Giovanni Invernizzi    |  |
| CM                                                   | 4  | Fausto Pari            |  |
| CB                                                   | 5  | Marco Lanna            |  |
| CB                                                   | 6  | Luca Pellegrini        |  |
| CM                                                   | 7  | Oleksiy Mykhaylychenko |  |
| RM                                                   | 8  | Attilio Lombardo       |  |
| CF                                                   | 9  | Marco Branca           |  |
| CF                                                   | 10 | Roberto Mancini        |  |
| LM                                                   | 11 | Giuseppe Dossena       |  |
| Substituts:                                          |    |                        |  |
| GK                                                   | 12 | Giulio Nuciari         |  |
| DF                                                   | 13 | Giovanni Dall'Igna     |  |
| FW                                                   | 14 | Umberto Calcagno       |  |
| MF                                                   | 15 | Toninho Cerezo         |  |
| Entrenador:                                          |    |                        |  |
| Vujadin Boskov Home del Partit: Àrbitres assistents: |    |                        |  |

|               |    |                       |  |
|               |    |                       |  |
| GK            | 1  | Andrea Pazzagli       |  |
| RB            | 2  | Mauro Tassotti        |  |
| LB            | 3  | Alessandro Costacurta |  |
| CM            | 4  | Gianluca Gaudenzi     |  |
| CB            | 5  | Filippo Galli         |  |
| CB            | 6  | Franco Baresi         |  |
| RM            | 7  | Roberto Donadoni      |  |
| CM            | 8  | Carlo Ancelotti       |  |
| CF            | 9  | Daniele Massaro       |  |
| AM            | 10 | Ruud Gullit           |  |
| LM            | 11 | Alberigo Evani        |  |
| Substituts:   |    |                       |  |
| GK            | 12 | Sebastiano Rossi      |  |
| DF            | 13 | Stefano Nava          |  |
| MF            | 15 | Frank Rijkaard        |  |
| MF            | 14 | Giovanni Stroppa      |  |
| FW            | 16 | Massimo Agostini      |  |
| Entrenador:   |    |                       |  |
| Arrigo Sacchi |    |                       |  |

### Tornada
| AC Milan                  | 2–0     | UC Sampdoria |
| ------------------------- | ------- | ------------ |
| Gullit 44' · Rijkaard 76' | Informe |              |

|                                                     |    |                       |  |
|                                                     |    |                       |  |
| GK                                                  | 1  | Andrea Pazzagli       |  |
| RB                                                  | 2  | Mauro Tassotti        |  |
| LB                                                  | 3  | Paolo Maldini         |  |
| CM                                                  | 4  | Angelo Carbone        |  |
| CB                                                  | 5  | Alessandro Costacurta |  |
| CB                                                  | 6  | Franco Baresi         |  |
| RM                                                  | 7  | Carlo Ancelotti       |  |
| CM                                                  | 8  | Frank Rijkaard        |  |
| CF                                                  | 9  | Massimo Agostini      |  |
| AM                                                  | 10 | Ruud Gullit           |  |
| LM                                                  | 11 | Alberigo Evani        |  |
| Substituts:                                         |    |                       |  |
| GK                                                  | 12 | Sebastiano Rossi      |  |
| DF                                                  | 13 | Filippo Galli         |  |
| MF                                                  | 14 | Gianluca Gaudenzi     |  |
| MF                                                  | 15 | Giovanni Stroppa      |  |
| MF                                                  | 16 | Roberto Donadoni      |  |
| Entrenador:                                         |    |                       |  |
| Arrigo Sacchi Home del Partit: Àrbitres assistents: |    |                       |  |

|                |    |                        |  |
|                |    |                        |  |
| GK             | 1  | Gianluca Pagliuca      |  |
| RB             | 2  | Marco Lanna            |  |
| LB             | 3  | Ivano Bonetti          |  |
| CM             | 4  | Fausto Pari            |  |
| CB             | 5  | Pietro Vierchowod      |  |
| CB             | 6  | Luca Pellegrini        |  |
| LM             | 7  | Oleksiy Mykhaylychenko |  |
| CM             | 8  | Srecko Katanec         |  |
| CF             | 9  | Gianluca Vialli        |  |
| CF             | 10 | Roberto Mancini        |  |
| RM             | 11 | Attilio Lombardo       |  |
| Substituts:    |    |                        |  |
| GK             | 12 | Giulio Nuciari         |  |
| MF             | 13 | Giuseppe Dossena       |  |
| DF             | 14 | Giovanni Invernizzi    |  |
| FW             | 15 | Umberto Calcagno       |  |
| FW             | 16 | Marco Branca           |  |
| Entrenador:    |    |                        |  |
| Vujadin Boskov |    |                        |  |

| Supercopa d'Europa 1990 |
| ----------------------- |
| Itàlia                  |
| AC Milan Segon títol    |